# 태영버스
주식회사 태영버스(株式會社 泰榮―)는 부산광역시의 시내버스 운송 업체이자 태영운송그룹 계열 부산광역시 자회사이다. 본사는 부산광역시 강서구 화전동 강서공영차고지에 있으며, 경상남도 김해시 구산동에 영업소를 두고 있다. 같은 태영운송그룹의 계열 회사로는 부산광역시 자회사인 마을버스 업체 부경버스, 녹산교통, 성진버스, 태영교통, 김해공항리무진을 운영하는 태영공항리무진, 3급 정비공장인 현대블루핸즈 주례서부점, 직영 GS칼텍스 주유소 대리점인 탑에너지, 렌터카업체인 TBS렌터카, 광고·무역업과 기타 서비스업인 TGMC, 김해시 자회사인 김해시의 시내버스 회사 가야IBS, 김해비유에스, 동부교통, 천연가스 충전소인 가야에너지, 양산시 자회사인 양산BS, 경상북도 청도군 자회사로 타이어 제조 업체인 태영TRT 등이 있으며 58번, 58-1번, 58-2번, 520번은 구 태화교통, 나머지는 구 화진여객에서 운행했던 노선들이다. 모회사인 태영그룹은 태영건설, 태영인더스트리, SBS 등의 모회사로 경기도 광명시에 본사를 둔 태영그룹과 이름만 같을 뿐 아무 관련이 없다.

## 연혁
- 1978년 2월 18일: 화진여객자동차 설립
- 1980년 1월 1일: 화진 30대, 금진 26대 분리 독립
- 1982년 1월 11일: 대표이사 김정호 사임, 전도화 취임
- 1985년 4월 1일: 위험물 주유취급소(자가주유소)설치 허가
- 1988년 2월 5일: 차고지 변경인가
- 1995년 12월 11일: 심야버스 운행 인가
- 2002년 7월 2일: 태화교통 인수 후 합명회사 태영버스로 상호변경
- 2002년 9월 3일: 대표이사 전도화 사임, 조광래 취임.
- 2002년 9월 5일: 본사를 부산광역시 금정구 서동으로 이전.
- 2004년 1월 19일: 대표이사 조광래 사임, 배재국 취임.
- 2004년 6월 19일: 화진여객 인수
- 2004년 6월 19일: 화진여객에서 태영버스로 상호 변경과 동시에 용원영업소 신설
- 2007년 5월 15일: 버스 준공영제 시행
- 2008년 7월 31일: 일부를 분할하여 주식회사 태영공항리무진 설립. (부산광역시 사상구 주례동)
- 2009년 12월 11일: 제1회 부산고용대상에서 대상을 수상
- 2010년 5월 20일: 대표이사 정문흠 취임. (2인 대표이사 체제)
- 2012년 4월 27일: 128번 노선 폐지
- 2014년 12월 15일: 대표이사 배재국 사임. 선현득 취임. (2인 대표이사 체제)
- 2017년 1월 10일: 대표이사 선현득 사임, 천필우 취임. (2인 대표이사 체제)
- 2017년 12월 11일: 일부를 분할하여 주식회사 시티투어점보버스 설립. (부산광역시 동구 중앙대로 197)
- 2019년 5월 31일: 대표이사 정문흠 사임. (천필우 대표이사 단독체제)
- 2021년 1월 1일: 대표이사 천필우 사임. 손강식 취임.
- 2023년 7월 29일: 본사를 경상남도 김해시 구산동에서 부산광역시 강서구 화전동 강서공영차고지로 이전. 기존 구산동 본사는 1004번 감차와 함께 김해영업소로 격하, 창원 두동영업소 폐쇄

## 차고지
- 부산광역시 강서구 녹산화전로 117 (화전동) (본사: 55번, 58번, 58-2번, 109번, 520번, 2000번, 2029번, 3002번, 3005번, 3007번 상시 주박 및 관리)
- 경상남도 김해시 가락로 256 (구산동) (김해영업소: 1004번 시종착 및 관리)

## 운행 노선

### 시내버스
- ● 55번 : 강서공영차고지 - 삼성전기후문 - 용원네거리 - 경제자유구역청 - 지사산단 - 생곡 - 성산 - 강서경찰서 - 하단역
- ● 58번 : 강서공영차고지 - 녹산하수처리장 - 부산지방중소벤처기업청 - 농심 - 화전공단 - 녹산중학교 - 강서경찰서 - 명지국제신도시 - 하단역 - 신평역 - 장림동원로얄듀크
- ● 58-2번 : 강서공영차고지 - 용원네거리 - 경제자유구역청 - 부산지방중소벤처기업청 - 신호주거단지 - 명지오션시티 - 명지국제신도시 - 하단역 - 사하구청
- ● 109번 : 강서공영차고지 - 르노코리아 - 명지환승센터 - 경일고등학교 - 서부산유통단지역 - 김해국제공항 - 강서구청역 → 덕천교차로 → 구포역 (금진여객과 공동 배차)
- ● 520번 : 강서공영차고지 - 용원네거리 - 경제자유구역청 - 가덕천성동 - 대항마을 - 르노코리아 - 엘크루블루오션 - 명지환승센터 - 서부지법

### 급행버스
- ● 1004번 : 구산동 - 김해시청 - 대저역 - 백양고입구 - 백양터널 - 가야시장(가야역) - 서면 - 부산진시장 - 부산역 - 부산항국제여객터미널
- ● 1004번(심야) : 구산동 - 김해시청 - 대저역 - 백양고입구 - 서부터미널 - 서면 - 부산진시장 - 부산역 - 서구청
- ● 2000번 : 하단역 - 명지신도시 - 경제자유구역청 - 거가대교 - 장목 - 옥포중학교 - 거제소방서 - 고현버스터미널 (동진여객, 동원여객, 동남여객, 삼화여객, 세일교통과 공동 배차)
- ● 3002번 : 강서공영차고지 - 신호부영아파트 - 명호초등학교 - 명지환승센터 - 경일고등학교 - 호반베르디움2차.금강펜테리움2차 - 맥도자연생태공원 - 모라주공아파트 - 남해고속도로제2지선 - 주례역 - 개금역 - 부암역 - 서면(네오스포아파트) (금진여객과 공동 배차)
- ● 3005번 : 강서공영차고지 - 르노코리아 - 부산차량등록사업소 - 명지환승센터 - 국회부산도서관 - 강서경찰서 - 세산교차로 - 지사과학단지 - 경마공원 - 조만포 - 남해고속도로제2지선 - 감전수문 - 서부터미널
- ● 3007번 : 강서공영차고지 - 신호농협 - 명호초등학교 - 극동스타클래스 - 을숙도대교 - 신평역 - 하단역 - 강서경찰서 - 생곡마을 - 지사산단입구 - 녹산초등학교 - 지사문화회관 - 지사과학산단

### 이전 보유 노선
- ● 55-1번 : 강서공영차고지 - 르노코리아 - 극동스타클래스 - 명지더힐시그니처 - 국회부산도서관 - 강서경찰서 - 세산삼거리 - 지사휴먼시아 - 렛츠런파크입구 - 대저역 - 강서구청역 (이 노선은 금진여객, 영신여객과 공동 배차)
- ● 55-2번 : 강서공영차고지 → 송정다리 → 용원네거리 → 부산지방중소벤처기업청 → 신호부영아파트 → 엘크루블루오션 → 명지환승센터 → 명지시장 → 강서경찰서 → 강서공영차고지 (이 노선은 금진여객, 영신여객과 공동 배차)
- ● 58-1번 : 강서공영차고지 - 청안동 - 용원네거리 - 경제자유구역청 - 녹산공단 - 신호주거단지 - 명지오션시티 - 하단역 (2025년 7월 5일 시내버스로 전환 후 영신여객으로 양도)
- ● 58-1번(심야) : 강서공영차고지 - 청안동 - 용원네거리 - 경제자유구역청 - 녹산공단 - 신호주거단지 - 명지오션시티 - 명지국제신도시 - 하단역 (2025년 7월 5일 시내버스로 전환 후 영신여객으로 양도)
- ● 125번 : 불암동(선암다리) - 시례 - 초정 - 대동수문 - 구포시장 (2023년 7월 29일 폐선)
- ● 221번 : 장유병원 - 장유농협 - 롯데아울렛 - 율하교 - 수가리 - 조만포 - 레츠런파크 - 세산 - 생곡 - 강서경찰서 - 을숙도휴게소 - 하단역 (2023년 7월 29일 폐선, 이 노선은 김해시내버스 220번과 공동 배차한다.[3])
- ● 1009-1번 : 강서공영차고지 - 르노코리아 - 명지환승센터 - 경일고등학교 - 서부산유통단지역 - 김해국제공항 - 강서구청역 - (← 구포역 ← 덕천교차로) - 모라주공아파트 - 백양터널 - 부산시민공원 - 서면(네오스포아파트) (2025년 7월 5일 폐선)
- ● 2029번 : 김해국제공항 - 주례역 - 서면역 - 광안역 - 백스코 - 장산역 - 해운대백병원.부흥고 (부산여객, 부일여객과 공동 배차, 2025년 7월 31일 폐선)

## 보유 차종

#### 자일대우버스
- 자일대우 NEW BS106
- 자일대우 NEW BS110
- 자일대우 FX II 116 크루징 애로우
- 자일대우 FX116 하모니

#### 현대자동차
- 현대 뉴 슈퍼 에어로시티
- 현대 일렉시티
- 현대 유니버스 스페이스 엘레강스
- 현대 뉴 프리미엄 유니버스 엘레강스

## 갤러리

부산시내버스 1004번 (대차 전)